# Bundles
Bundles è l'ottavo album dei Soft Machine. È stato pubblicato nel 1975 dall'etichetta Harvest.
Rispetto al precedente Seven c'è l'ingresso del chitarrista Allan Holdsworth e di Ray Warleigh ai flauti.

## Tracce
1. Hazard Profile Pt. 1 – 9:18 (musica: Karl Jenkins)
2. Hazard Profile Pt. 2 (Toccatina) – 2:21 (musica: Karl Jenkins)
3. Hazard Profile Pt. 3 – 1:05 (musica: Karl Jenkins)
4. Hazard Profile Pt. 4 – 0:46 (musica: Karl Jenkins)
5. Hazard Profile Pt. 5 – 5:29 (musica: Karl Jenkins)
6. Gone Sailing – 0:59 (musica: Allan Holdsworth)
7. Bundles – 3:14 (musica: Karl Jenkins)
8. Land of the Bag Snake – 3:35 (musica: Allan Holdsworth)
9. The Man Who Waved at Trains – 1:50 (musica: Mike Ratledge)
10. Peff – 1:57 (musica: Mike Ratledge)
11. Four Gongs Two Drums – 4:09 (musica: John Marshall)
12. The Floating World – 7:12 (musica: Karl Jenkins)

Durata totale: 41:55

## Formazione

### Gruppo
- Karl Jenkins - oboe, pianoforte, piano elettrico, sassofono soprano
- Mike Ratledge - organo (Lowrey Holiday Deluxe), Fender Rhodes, sintetizzatore
- Allan Holdsworth - chitarra elettrica, chitarra acustica e chitarra a 12 corde
- Roy Babbington - basso
- John Marshall - batteria e percussioni

### Altri musicisti
- Ray Warleigh - flauto alto e flauto basso in The Floating World (traccia 12)